# Torneo de San Diego 2013
El Mercury Insurance Open 2013 es un torneo de tenis profesional jugado en canchas duras. Será la cuarta edición del torneo desde su reanudación en 2010, y un torneo es Premier en el WTA Tour 2013. Se llevará a cabo en San Diego, California, Estados Unidos 29 de julio al 5 de agosto, el cual pertenece a un conjunto de torneos que forman al US Open Series 2013.

## Cabeza de serie

### Individual femenino
| Tenista              | Ranking | Preclasificada |
| Victoria Azarenka    | 3       | 1              |
| Agnieszka Radwańska  | 4       | 2              |
| Petra Kvitová        | 7       | 3              |
| Roberta Vinci        | 11      | 4              |
| Samantha Stosur      | 13      | 5              |
| Jelena Janković      | 16      | 6              |
| Ana Ivanovic         | 17      | 7              |
| Carla Suárez Navarro | 19      | 8              |

### Dobles femenino
| Tenista                             | Ranking | Preclasificada |
| Anna-Lena Grönefeld Květa Peschke   | 25      | 1              |
| Liezel Huber Nuria Llagostera Vives | 40      | 2              |
| Raquel Kops-Jones Abigail Spears    | 44      | 3              |
| Jelena Janković Katarina Srebotnik  | 49      | 4              |

## Campeones

### Individual Femenino
Samantha Stosur  venció a  Victoria Azarenka por 6-2, 6-3 

### Dobles Femenino
Raquel Kops-Jones  /  Abigail Spears  vencieron a  Chan Hao-ching  /  Janette Husárová por 6-4, 6-1